# シムテック・S951
シムテック・S951 (Simtek S951) は、シムテックが1995年のF1世界選手権に投入したフォーミュラ1カー。11番車はドメニコ・スキャッタレーラ、12番車はヨス・フェルスタッペンがドライブした。テストドライバーは野田英樹。シーズン第6戦からは野田がスキャッタレーラに代わって11番車をドライブする予定であったが、チームは第5戦終了後にF1から撤退した。
エンジンはフォード-コスワース EDB 3.0リッターV型8気筒を搭載した。チームのメインスポンサーはMTVであった。

## 設計と製作
S951はシムテックのオーナーであり技術部長でもあったニック・ワースと、シムテック・リサーチのチーフデザイナーのポール・クルックスが設計した。前年型のS941の直接の発展型であり、ローランド・ラッツェンバーガーの死亡事故を踏まえて、堅実で単純なマシンとなった。
前年型からの大きな変更点は、エンジンとギアボックスであった。ギアボックスはベネトン製を採用し、エンジンはコスワースHBからEDBに変更された。ベネトン製のギアボックスは、ベネトンのテストドライバーであったフェルスタッペンを起用することの代償として貸与された物であった。S951は1995年のF1カーの中で最後に完成したマシンで、テストは最低限の回数しか行われなかった。

## レース戦歴
S951はS941よりはるかに競争力を持っていた。フェルスタッペンとスキャッタレーラは何度か完走を果たした。フェルスタッペンは予選で中位クラスに付け、彼の最高位はアルゼンチンでの14位であった。決勝ではトランスミッションのトラブルでリタイアに終わった。また、決勝における最高のパフォーマンスは同じくアルゼンチンで、一時は6位を走行した。しかしながらチームにとっての最高成績はスキャッタレーラのアルゼンチンにおける9位であった。
第5戦モナコでは両名ともスタートに失敗する。最終戦となったこのレースではいずれもリタイアとなっている。チームは設立からの18ヶ月で600万ポンドの累積債務を抱え、ワースは次戦のカナダGPを欠場し、スポンサーからの資金を確保してフランスGPへの参加を目指したが失敗に終わった。チームは破産し、撤退を余儀なくされた。S951は1995年7月に行われたオークションで売却され、フェルスタッペン車が1万8000ポンド、スキャッタレーラ車は1万6000ポンドで落札された。
S951は1995年から展示されていたが、2006年に初めて走行した。2007年にはEuroBOSS選手権で使用され、ポール・スミスとピーター・アレクサンダーがドライブした。

## F1における全成績
(key) （太字はポールポジション）
| 年     | チーム     | エンジン               | タイヤ | ドライバー                 | 1   | 2   | 3   | 4   | 5   | 6   | 7   | 8   | 9   | 10  | 11  | 12  | 13  | 14  | 15  | 16  | 17  | ポイント | 順位 |
| ------ | ---------- | ---------------------- | ------ | -------------------------- | --- | --- | --- | --- | --- | --- | --- | --- | --- | --- | --- | --- | --- | --- | --- | --- | --- | -------- | ---- |
| 1995年 | シムテック | フォード コスワース V8 | G      |                            | BRA | ARG | SMR | ESP | MON | CAN | FRA | GBR | GER | HUN | BEL | ITA | POR | EUR | PAC | JPN | AUS | 0        | 13位 |
| 1995年 | シムテック | フォード コスワース V8 | G      | ドメニコ・スキャッタレーラ | Ret | 9   | Ret | 15  | DNS |     |     |     |     |     |     |     |     |     |     |     |     | 0        | 13位 |
| 1995年 | シムテック | フォード コスワース V8 | G      | ヨス・フェルスタッペン     | Ret | Ret | Ret | 12  | Ret |     |     |     |     |     |     |     |     |     |     |     |     | 0        | 13位 |

## 参照

### 脚註
1. 1 2  “Simtek - Profile”.   F1 Rejects (2004年10月13日). 2008年3月28日閲覧。
2. ↑  “Simtek Grand Prix”.   All Formula One Info. 2008年3月28日閲覧。
3. ↑  “The F1 Cars - 1992 - 1999”.   euronet.nl. 2008年3月10日時点のオリジナルよりアーカイブ。2008年3月28日閲覧。
4. ↑  “Domenico Schiatterella”.   Grand Prix Racing. 2008年3月28日閲覧。
5. ↑  “Verstappen signs for Simtek”.   GrandPrix.com (1995年2月23日). 2007年3月17日閲覧。
6. ↑  “Car Model - Simtek S951”.   ChicaneF1. 2008年3月28日閲覧。
7. ↑  “Simtek S951”.   Grand Prix Racing. 2008年3月28日閲覧。
8. 1 2 3  Henry (ed.), p.62
9. ↑  Henry (ed.), p.99
10. ↑  “GPLIVE EUROBOSS TEST DAY!”.   EuroBOSS.com (2007年3月19日). 2008年3月28日閲覧。 “With the time lost due to conditions and with few laps under their belt, Jodie Hemming in the striking 'snake head' Jordan and the two beautiful 1995 Simteks of Paul Smith and Peter Alexander, used the little time the weather allowed, to sort their cars for the forthcoming 16 race series.”
11. ↑  Russell, Scott. “Resurrection: Simtek Lives! An interview with EuroBOSS driver Peter Alexander”.   Chequered Flag Motorsport. 2008年3月28日閲覧。